# الیزابت رودریگز
الیزابت رودریگز (انگلیسی: Elizabeth Rodriguez؛ زادهٔ ۲۷ دسامبر ۱۹۸۰) یک هنرپیشه، و بازیگر سینما اهل ایالات متحده آمریکا است. وی از سال ۱۹۹۴ میلادی تاکنون مشغول فعالیت بوده‌است.
از فیلم‌ها یا برنامه‌های تلویزیونی که وی در آن نقش داشته‌است می‌توان به کندو، از مردگان متحرک بترسید، لوگان، جک به قایق‌رانی می‌رود و بچه‌دارشدن اشاره کرد.